# 宁边路街道
宁边路街道，是中华人民共和国新疆维吾尔自治区昌吉回族自治州昌吉市下辖的一个乡镇级行政单位。

## 行政区划
宁边路街道下辖以下地区：
西街社区、宁合社区、水电巷社区、北庭新村社区、顺城巷社区、城关社区、公园社区、北园村、牧业村、东上庄一村、东上庄二村和北门村。